# Derren Nesbitt
Derren Nesbitt (Londra, 19 giugno 1935) è un attore inglese.

## Biografia
Specializzato in parti da villain, tra i suoi ruoli più importanti quello del maggiore von Hapen nel film Dove osano le aquile (1968).
Numerose le sue interpretazioni sul piccolo schermo, dove apparve fin dalla metà degli anni cinquanta. Tra le serie televisive a cui ha partecipato, da ricordare L'uomo invisibile, Man of the World, Gioco pericoloso, Il prigioniero, Attenti a quei due, Doctor Who, UFO e Il Santo. È apparso anche in ruoli minori in alcune serie, tra cui Special Branch e The Courtroom.
Nel 2008 ha scritto un libro su i "miti biblici e la falsità".

## Vita privata
Si è sposato quattro volte e ha avuto cinque figli dai diversi matrimoni.
La sua prima moglie fu l'attrice Anne Aubrey. Nel 1973 fu condannato in due occasioni per aggressione comportante effettive lesioni corporali avvenute nell'ottobre dell'anno precedente, per aver picchiato la moglie con una cinghia di pelle dopo che lei gli disse di avere una relazione con un altro uomo. Divorziarono poco tempo dopo.
Dal 2010 vive a West Worthing nel West Sussex con la quarta moglie Miranda.

## Filmografia

### Cinema
- Ora X: Gibilterra o morte! (The Silent Enemy), regia di William Fairchild (1958)
- Titanic, latitudine 41 nord (A Night to Remember), regia di Roy Ward Baker (1958)
- La strada dei quartieri alti (Room at the Top), regia di Jack Clayton (1959)
- Life in Danger, regia di Terry Bishop (1959)
- Il drago degli abissi (Behemoth the Sea Monster), regia di Douglas Hickox, Eugène Lourié (1959)
- In the Nick, regia di Ken Hughes (1960)
- Gli arcieri di Sherwood (Sword of Sherwood Forest), regia di Terence Fisher (1960)
- The Man in the Back Seat, regia di Vernon Sewell (1961)
- Victim, regia di Basil Dearden (1961)
- La camera blindata (Strongroom), regia di Vernon Sewell (1962)
- L'anno crudele (Term of Trial), regia di Peter Glenville (1962)
- Omicidio al Green Hotel (Kill or Cure), regia di George Pollock (1962)
- Doppio gioco a Scotland Yard (The Informers), regia di Ken Annakin (1963)
- Le avventure e gli amori di Moll Flanders (The Amorous Adventures of Moll Flanders), regia di Terence Young (1965)
- La caduta delle aquile (The Blue Max), regia di John Guillermin (1966)
- Colpo su colpo (The Naked Runner), regia di Sidney J. Furie (1967)
- Arrest! (Nobody Runs Forever), regia di Ralph Thomas (1968)
- Dove osano le aquile (Where Eagles Dare), regia di Brian G. Hutton (1968)
- Quei temerari sulle loro pazze, scatenate, scalcinate carriole (Monte Carlo or Bust!), regia di Ken Annakin (1969)
- Truffa tu che truffo anch'io ma il fregato sono io! (Ooh... You Are Awful), regia di Cliff Owen (1972)
- Burke & Hare, regia di Vernon Sewell (1972)
- Sole rosso sul Bosforo (Innocent Bystanders), regia di Peter Collinson (1972)
- Not Now Darling, regia di Ray Cooney, David Croft (1973)
- Voglie pazze, desideri... notti di piaceri (The Amorous Milkman), regia di Derren Nesbitt (1975)
- Spy Story, regia di Lindsay Shonteff (1976)
- Give Us Tomorrow, regia di Donovan Winter (1978)
- The Playbirds, regia di Willy Roe (1978)
- The Guns and the Fury, regia di Tony Zarindast (1981)
- Funny Money, regia di James Kenelm Clarke (1982)
- Mangia il ricco (Eat the Rich), regia di Peter Richardson (1987)
- UFO - Pioggia mortale (Fatal Sky), regia di Frank Shields (1990)
- Doppia coppia all'otto di picche (Bullseye!), regia di Michael Winner (1990)
- Plutonio 239 - Pericolo invisibile (The Half Life of Timofey Berezin), regia di Scott Z. Burns (2006)
- Un colpo perfetto (Flawless), regia di Michael Radford (2007)
- The Hot Potato, regia di Tim Lewiston (2011)

### Televisione
- Gioco pericoloso (Danger Man) – serie TV, 2 episodi (1960-1961)
- The Protectors – serie TV, episodio 1x05 (1964)
- Il prigioniero (The Prisoner) – serie TV,  episodio 1x11 (1967)
- Attenti a quei due (The Persuaders!) – serie TV, episodio 1x09 (1971)
- U.F.O. – serie TV, episodio 1x21 (1971)
- Gli invincibili (The Protectors) – serie TV, episodi 1x04-1x19 (1972-1973)
- Il ritorno di Simon Templar (Return of the Saint) – serie TV, 2 episodi (1979)
- Sherlock Holmes e il dottor Watson (Sherlock Holmes and Doctor Watson) – serie TV, episodio 1x20 (1980)